# Мартинушкін Іван Степанович
Іван Степанович Мартинушкін (нар. 1923, Пощупове, Рязанська губернія) — учасник Німецько-радянської війни, старший лейтенант, командир роти 1087-го стрілецького полку 322-ї дивізії 60-ї армії 1-го Українського фронту.

## Біографія
Іван Степанович народився 18 січня 1924 (за паспортом 23 грудня 1923 року) в селі Пощупове Рязанської губернії. У 1942 році закінчив Хабаровське кулеметно-мінометне училище. Направлений на фронт у 1943 році. Служив у 1087 полку 322-ї стрілецької дивізії, командир кулеметного взводу, після кулеметної роти. Має два поранення, контузію. Був серед перших радянських воїнів, що звільняли концтабір Аушвіц.

## Нагороди
- Орден Червоного Прапора
- Орден Вітчизняної війни І та ІІ ступенів
- Орден Червоної Зірки
- Орден «Знак Пошани»
- медаль «За перемогу над Німеччиною у Великій Вітчизняній війні 1941—1945 рр.»
- медаль Жукова
- інші медалі